# Peroryctes broadbenti
Peroryctes broadbenti är en pungdjursart som först beskrevs av Edward Pierson Ramsay 1879 och som ingår i familjen punggrävlingar. IUCN kategoriserar arten globalt som starkt hotad. Inga underarter finns listade.
Pungdjuret förekommer bara på sydöstra Nya Guinea och vistas där i låglandet och på upp till 1 000 meter höga bergstrakter. Regionen är täckt av regnskog och fuktiga galleriskogar.
Kroppslängden (huvud och bål) ligger mellan 39 och 56 centimeter, svanslängden mellan 12 och 33 centimeter och vikten når ibland 5 kilogram. Enligt en annan källa har individerna en mindre storlek. Pälsen på ryggens topp är mörkbrun och den blir mer rödaktig fram mot sidorna. Undersidan är täckt av vit päls.
Arten äter främst växtdelar.